# Catherine von Fürstenberg-Dussmann
 (juin 2021).
Catherine von Fürstenberg-Dussmann (née le 26 janvier 1951 à Saint-Louis dans le Missouri,) est une actrice, styliste et femme d'affaires américaine. Depuis 2011, elle est présidente du conseil d'administration de la Fondation Peter Dussmann.

## Biographie
Catherine von Fürstenberg-Dussmann est la descendante d'un membre de la maison noble de la principauté de Fürstenberg qui a émigré aux États-Unis en 1847. Elle était l'un des sept enfants d'un avocat de St. Louis, Missouri, dont le foyer était caractérisé par une éducation catholique stricte, y compris dans les institutions éducatives des Dames du Sacré-Cœur.
Après avoir étudié la littérature et la psychologie de 1969 à 1973 à la Regis University de Denver, dirigée par des jésuites, elle a fait des études de théâtre aux Drama Studios de la Royal Academy of Dramatic Art de Londres de 1973 à 1974. Elle a ensuite travaillé en tant qu’actrice et mannequin à Los Angeles. En outre, elle s'est mise à son compte avec une entreprise de décoration intérieure. En 1980, elle a épousé l'entrepreneur Peter Dussmann, mais n'a occupé aucune fonction dans l'entreprise. Le couple a une fille.

## Travail entrepreneurial et social
Après que son mari a été victime d'une attaque cérébrale en 2008 (il est décédé en 2013), Catherine von Fürstenberg-Dussmann rejoint le conseil de surveillance du groupe Dussmann, fondé par son mari en 1963 à Berlin, comptant plus de 65.000 employés dans le monde. En avril 2009, elle a pris la direction du conseil de surveillance. Début 2011, elle a procédé à un remaniement du top management du Groupe. Le conseil de surveillance a été remplacé par un conseil de fondation à Berlin, qu'elle dirige depuis lors.
En tant qu'entrepreneure, elle s'engage à promouvoir les femmes dans les postes de direction et se consacre également à la garde d'enfants. Selon leurs idées, les garderies devraient être ouverts 24 heures sur 24 et inclure un soutien individuel pour chaque enfant. L'éducation doit idéalement être bilingue en allemand et en anglais dans les garderies. Au cours de l'été 2011, elle a ouvert la première garderie « culturelle » de ce type à l'hôpital des accidents de Berlin-Marzahn.